# Mohammed Mourhit
Mohammed Mourhit, né le 10 octobre 1970 à Khouribga au Maroc, est un athlète belge, spécialiste des courses de fond. Vainqueur des Championnats du monde de cross-country à deux reprises en 2000 et 2001, il a été détenteur des records d'Europe du 3 000 m et du 5 000 m pendant plus de vingt ans.

## Biographie
Il bat trois records d'Europe durant sa carrière : 3 000 mètres, 5 000 mètres et 10 000 mètres.
On a beaucoup reproché[Qui ?] à Mohamed Mourhit d'avoir accompli son tour d'honneur avec le drapeau du Maroc après sa médaille de bronze sur 5000m  lors des championnats du monde de 1999 à Séville.
Il fut suspendu entre juin 2002 et juin 2004 à la suite d'un contrôle antidopage positif à l'EPO et au furosémide.

### Palmarès
- Cross long aux Championnats d'Europe de cross-country 1998 à Ferrare  Italie
- 5000 m aux Championnats du monde d'athlétisme 1999 à Séville  Espagne
- Cross long aux Championnats du monde de cross-country 2000 à Vilamoura  Portugal
- Cross long aux Championnats du monde de cross-country 2001 à Ostende  Belgique
- 3000 m aux Championnats du monde d'athlétisme en salle 2001 à Lisbonne  Portugal

### Records
| Épreuve  | Performance    | Lieu      | Date             |
| -------- | -------------- | --------- | ---------------- |
| 3 000 m  | 7 min 26 s 62  | Monaco    | 18 août 2000     |
| 5 000 m  | 12 min 49 s 71 | Bruxelles | 25 août 2000     |
| 10 000 m | 26 min 52 s 30 | Bruxelles | 3 septembre 1999 |